# 劇的5ch!
劇的5ch!（げきてき5チャンネル!）は、2006年4月3日から2014年3月31日までテレビ朝日（関東ローカル）で放送されていた番組である。

## 概要
テレビ朝日2006年春の改編で『スーパーJチャンネル』が16:53開始に変更され（1分拡大）、『東京サイト』が16:50から13:55に移動したのに伴い、それまで放送された『月曜〜金曜サスペンス』（正式タイトルは『○曜サスペンス』で、『○』には放送曜日が入る）をリニューアルした番組で、テレビ朝日で過去に放送された『土曜ワイド劇場』、『水曜21時枠刑事ドラマ』、『木曜ミステリー』で放送された作品を再放送している。たまに、『木曜ドラマ』の作品も再放送する。

また、月曜日・水曜日・木曜日は「夢情報〜夢野家の人々」を、火曜日・金曜日は「イベント情報カンゲキ」を14:04 - 14:06に内包している。

2012年3月30日までは15:00 - 16:53で放送されていたが、2012年4月2日からは『劇的空間』と時間を入れ替える形で14:04 - 15:57に放送されるようになり、オープニングもゴーちゃん。が登場してから変更された。
日によっては『劇的空間』と合わせて『相棒』が3本連続放送される日もある。

## その後
2014年4月1日から再放送枠の放送時間見直しを行い、13:05 - 14:55・14:59 - 15:56 ・15:56 - 16:53の2時間枠+1時間枠×2に再編。13:05 - 14:55には新たな枠名『ゴゴワイド・第1部』が付され、『土曜ワイド劇場』の再放送枠や『木曜ミステリー』などの連続ドラマ2話分の再放送に充当し、14:59 -15:56には新たな枠名『ゴゴワイド・第2部』が付され、『木曜ミステリー』などの連続ドラマの再放送に充当し、15:56 - 16:53には『相棒』再放送枠に充当し、『劇的空間』のサブ枠名で用いられていた枠名『相棒セレクション』が付された。日により、『ゴゴワイド・第2部』休止の上、『相棒セレクション』を前倒し・拡大することがある（『ゴゴワイド・第1部』も休止の上、『相棒セレクション』に充当し、『東京サイト』による中断をはさみ、2部制とする日もある）。
それから半年弱後の2014年9月29日より、『ワイド!スクランブル』第2部の放送枠が12:44 - 13:05から12:30 - 13:45に拡大し、12:30の『上沼恵美子のおしゃべりクッキング』（朝日放送制作）が13:45に、14:55の『東京サイト』が14:00にそれぞれ移動するのに伴い、『ゴゴワイド』は1時間繰り下がって14:04 - 15:56の放送となり、『第2部』を廃止して『第1部』だけの単独番組になった。
そして2015年3月30日より、『スーパーJチャンネル』の月 - 木の開始時刻が16:50、金曜が15:50にそれぞれ変更されるため、月 - 木の『ゴゴワイド』は14:04 - 15:55（第1部）と15:55 - 16:50（第2部）の2部体制が復活し、金曜は14:04 - 15:50の1部体制のみとなる。これに伴い『相棒セレクション』は廃枠となり、『相棒』は『ゴゴワイド』内で再放送される（主に第2部で放送。ただし、全曜日放送するとは限らない）。
その後しばらく変更は無かったが、2017年4月より『スーパーJチャンネル』の金曜放送が16:50 - 19:00に戻り（1時間縮小）、『ゴゴワイド』金曜放送も月 - 木と同じ2部体制に戻り、2018年4月からは『ワイド!スクランブル』第2部の12:30 - 13:40に拡大に伴い、『おしゃべりクッキング』と『東京サイト』が5分繰り上がったため、『ゴゴワイド』も5分繰り上がり、第1部は13:59、第2部は15:53開始に変更した。